# Violette sabelvleugel
De violette sabelvleugel (Campylopterus hemileucurus) is een vogel uit de familie Trochilidae (kolibries).

## Verspreiding en leefgebied
Deze soort komt voor van zuidelijk Mexico tot Panama en telt twee ondersoorten:
- C. h. hemileucurus: van zuidelijk Mexico tot het zuidelijke deel van Centraal-Nicaragua.
- C. h. mellitus: Costa Rica en westelijk Panama.